# NWA North American Heavyweight Championship (Florida/Georgia version)
Il NWA North American Heavyweight Championship (Florida/Georgia version) è stato un titolo di wrestling promosso da diverse federazioni affiliate alla National Wrestling Alliance (NWA).
Il titolo fu attivo regolarmente a partire dal 1973 e fino al 1975, quando fu unificato all'interno della versione Mid-South.

## Storia
Il titolo fa parte di una serie di riconoscimenti con lo stesso nome promossi dai territori della NWA. Una versione entrò in vigore in Georgia a partire dal 1973, ma i promoter locali considerano come campione precedente anche Danny McShain, che difese un generico North American Heavyweight Championship nel territorio già nel 1956. Il primo campione effettivo fu invece Bill Watts, allora detentore della versione Mid-South, che iniziò ad essere promosso nei due stati come detentore di un titolo a sé stante, con i regni successivi che sono considerati in un albo d'oro separato.  
I due titoli furono riunificati due anni più tardi, quando lo stesso Bill Wats conquistò nuovamente il titolo Mid-South, unificando il titolo di Florida e Georgia al suo interno.  

## Albo d'oro
| Legenda  |                                                                               |
| -------- | ----------------------------------------------------------------------------- |
| #        | Indica il numero del regno titolato                                           |
| Regno    | Viene indicato il numero del regno del campione                               |
| Data     | La data in cui il titolo è stato vinto                                        |
| Località | Indica il luogo in cui il titolo è stato vinto                                |
| Note     | Indica notizie particolari riguardanti i cambi di titolo o altre informazioni |

| #                          | Campione        | Regno | Data              | Giorni | Località              | Evento     | Note | Fonti |
| -------------------------- | --------------- | ----- | ----------------- | ------ | --------------------- | ---------- | --- | ----- |
| 1                          | Danny McShain   | 1     | maggio 1956       | --     | --                    | House show | McShain era promosso come campione di un generico North American Heavyweight Champiosnhip, ma quando il titolo fu introdotto ufficialmente i promoter locali lo considerano come detentore del titolo. |       |
| —                          | Vacante         | —     | 16 maggio 1956    | —      | —                     | —          | Il titolo fu reso vacante in seguito ad un finale controverso di una difesa titolata contro Don McIntyre.                                                                                              |       |
| 2                          | Danny McShain   | 2     | 23 maggio 1956    | 171    | Augusta, Georgia      | House show | In uno spareggio per riassegnare il titolo vacante contro McIntyre. |       |
| 3                          | Chief Big Heart | 1     | 10 novembre 1956  | --     | Sydney, Australia     | House show | Non è noto se si tratti di questa versione del titolo o di un'altra. |       |
| Storia del titolo non nota |                 |       |                   |        |                       |            | |       |
| †                          | Don Curtis      | —     | novembre 1959     | —      | —                     | —          | La stampa dell'epoca lo riporta come campione, ma deteneva probabilmente la versione di Amarillo del titolo.                                                                                           |       |
| Storia del titolo non nota |                 |       |                   |        |                       |            | |       |
| 4                          | Bill Watts      | 1     | settembre 1973    | --     | --                    | --         | Watts iniziò ad essere promosso nel territorio quando deteneva la versione Mid-South del titolo, che fu considerata come un riconoscimento a sé stante dando di fatto vita a questa versione.          |       |
| —                          | Vacante         | —     | 14 dicembre 1973  | —      | —                     | —          | Il titolo fu reso vacante in seguito ad un finale controverso di una difesa titolata contro Fred Blassie.                                                                                              |       |
| 5                          | Bill Watts      | 2     | 28 dicembre 1973  | 130    | Atlanta, Georgia      | House show | In uno spareggio per riassegnare il titolo vacante contro Blassie. |       |
| 6                          | Buddy Colt      | 1     | 7 maggio 1974     | 32     | Tampa, Florida        | House show | |       |
| 7                          | Bob Armstrong   | 1     | 8 giugno 1974     | 247    | Jacksonville, Florida | House show | |       |
| 8                          | Buddy Colt      | 2     | 10 febbraio 1975  | 11     | Orlando, Florida      | House show | |       |
| 9                          | Bill Watts      | 3     | 21 febbraio 1975  | 217    | Atlanta, Georgia      | House show | Sconfiggendo Abdullah the Butcher che sostituiva Colt. |       |
| —                          | Vacante         | —     | 26 settembre 1975 | —      | —                     | —          | Il titolo fu reso vacante in seguito ad un finale controverso di una difesa titolata contro Brute Bernard.                                                                                             |       |
| 10                         | Bill Watts      | 4     | 3 ottobre 1975    | 54     | Atlanta, Georgia      | House show | In uno spareggio per riassegnare il titolo vacante contro Bernard. |       |
| —                          | Disattivato     | —     | 26 novembre 1975  | —      | —                     | —          | Watts sconfisse Killer Karl Kox in un incontro in cui era in palio anche la versione Mid-South del titolo, unificando la versione Florida/Georgia al suo interno.                                      |       |